# Vladislav Parshin
Vladislav Parshin (en ruso: Владислав Паршин 22 de noviembre de 1985 en Rostov del Don, Rusia) es un músico y compositor ruso que integra los proyectos Motorama, Utro, Лето В Городе y ТЭЦ.

## Biografía

### Inicios: Motorama
Vladislav Parshin comenzó su carrera musical con la banda Motorama, en 2006 uso la red social MySpace donde cargo los primeros EP de la banda. Después de actuar en Tallinn Music Week, firmaron un contrato con el sello francés Tallitres. Poco a poco Motorama recorrió Europa, América Latina y China. Motorama ha tenido una gran aceptación en México, donde se la considera una banda de culto, y en general la banda tenía mejor repercusión en Occidente que en Rusia.

### Utro
Esta es una nueva etapa, es más interesante para nosotros y suena más moderno. Las guitarras ya son viejas, poco interesantes, incómodas. (...) 
Definitivamente no hay marcos para Utro en términos de formato. Aunque tengo una configuración diferente para Motorama, en este equipo me interesa escribir composiciones simples, composiciones. Y en Utro no hay restricciones.

### Bergen Kremer / Лето в городе
Bergen Kremer es un proyecto que Vladislav hace junto a Irina. Es algo, según en palabras de Vladislav: "Allí hacemos todo deliberadamente con medios limitados. En un nivel intuitivo, entiendo que Utro y Bergen Kremer son grupos completamente diferentes, así que los separo". Bergen Kremer tiene un género de texto completamente diferente. Según Vladislav: "Leí a muchos autores diferentes que estaban comprometidos, por así decirlo, en un lenguaje de "mercería", tan simple, muy poemas, no pomposos. Y en Bergen Kremer me refiero a este tipo de poesía de Oberiut". La composición instrumental es más limitada y minimalista, usando solo teclados, caja de ritmos y, a veces, bajo.

## Discografía
Motorama
- Horse (EP) (2008)
- Bear (EP) (2009)
- Alps (2010)
- Calendar (2012)
- Poverty (2015)
- Dialogues (2016)
- Many Nights (2018)
- Before The Road (2021)

Утро
- Семнадцатое ноября (2009)
- Утро (2010)
- Солнце (2015)
- Развалины (2016)
- Третий альбом (2017)

ТЭЦ
- А (2018)
- Б (2019)

Лето в городе